# 恩他卡朋

恩他卡朋，学名为Entacapone。

## 作用和細節
- 適用於治療伴隨有wearing-off或on-off症狀出現之原發性帕金森氏病病人。
- 須併用levodopa/benserazide或levodopa/carbidopa兩類藥物。
- 每日劑量範圍：400~2000 mg，於腎衰竭病人使用上劑量無須特別調整。Entacapone合併levodopa/dopadecarboxylase時通常須調整levodopa劑量，尤其當levodopa劑量≥800mg或是病人有中度至重度dyskinesias症狀出現時，levodopa每日可調降25%的劑量[1]。
- 大幅調降entacapone的劑量時會出現高熱、精神狀況改變等類似NMS (neuroleptic malignant syndrome) 症狀。因此停藥須以漸減的方式，並且要調整其它抗帕金森氏病的藥物劑量以便達血中足夠的濃度來控制帕金森氏病。
- Entacapone主要作用於抑制週邊組織COMT而減少levodopa代謝成3-O-MD，進而增加levodopa的生體可用率。目前臨床研究顯示，entacapone合併levodopa/carbidopa使用，可延長“on-time”，縮短“off-time”，並使帕金森氏病病人的運動功能量表分數顯著增加[2]。

### 藥物細節
吸收/分布：
- 口服entacapone 200 mg後一小時可達血中最高濃度，作用時間約6～8小時，口服吸收後身體可用率可達35%。食物並不會影響其藥物動力學。於健康志願者研究發現，entacapone半衰期約1.6～3.4小時。當entacapone合併levodopa/carbidopa使用時，能延長血漿中levodopa半衰期約1.3～2.4小時及增加藥物濃度曲線下面積（AUC）約35%，但不改變達最大藥物濃度所須時間[3]。entacapone穩定狀態下分佈體積約20 L，具有高度血漿蛋白結合力（98%），主要結合蛋白為白蛋白。

代謝/排泄：
- entacapone幾乎100%經肝代謝，約90% 經膽汁排泄，只有10% 經腎臟。估計有90%的劑量於糞便排出，10%於尿液中排出，只有極少數（0.2%）的劑量以原型出現於尿液中。

## 注意事項
- Entacapone不建議和非選擇性MAO抑制劑併用，例如：phenelazine、tranylcypromine。
- 或是經COMT代謝的藥物，例如：isoproterenol、epinephrine、norepinephrine、dopamine、dobutamine、methyldopa、apomorphine等藥物，一旦併用易引起心跳加快、心律不整、血壓改變等不良反應。
- 妊娠及授乳婦女不建議使用entacapone。
- 肝功能不佳的患者其藥物代謝較慢須小心使用。

## 常見副作用
Entacapone引起的副作用主要和dopaminergic作用增加有關，當臨床使用發現上述副作用時，調降levodopa的劑量約10～15﹪時可有效改善，常見的有：
- dyskinesia（50～60﹪）
- 幻覺（1～14%）
- 暈眩（10～25%）等神經方面障礙[2]

而非改變COMT抑制劑，因這些副作用主要來自於levodopa，COMT抑制劑只是使levodopa的作用時間延長。其餘副作用包括：
- 尿液顏色呈現紅棕色（11～40%，一旦停用後顏色漸會消失）
- 腹痛（6%）
- 腹瀉（10%）。

## 外部連結
- Entacapone/Carbidopa/Levodopa (marketed as Stalevo) Information （页面存档备份，存于） (FDA)
- Entacapone （页面存档备份，存于） (Medline plus/NIH)
- Comtan （页面存档备份，存于） (manufacturer's website)
- Stalevo （页面存档备份，存于） (manufacturer's website)

Template:Dopaminergics